# Томешть (комуна, Хунедоара)
Томешть, Томешті (рум. Tomești) — комуна у повіті Хунедоара в Румунії. До складу комуни входять такі села (дані про населення за 2002 рік):
- Валя-Маре-де-Кріш (4 особи)
- Доброц (155 осіб)
- Ляуц (83 особи)
- Лівада (153 особи)
- Обирша (245 осіб)
- Томешть (201 особа) — адміністративний центр комуни
- Тіулешть (161 особа)
- Штея (296 осіб)

Комуна розташована на відстані 333 км на північний захід від Бухареста, 42 км на північний захід від Деви, 94 км на південний захід від Клуж-Напоки, 121 км на північний схід від Тімішоари.

## Населення
За даними перепису населення 2002 року у комуні проживали 1298 осіб.
Національний склад населення комуни:
| Національність | Кількість осіб | Відсоток |
| -------------- | -------------- | -------- |
| румуни         | 1297           | 99,9%    |
| німці          | 1              | 0,1%     |

Рідною мовою назвали:
| Мова      | Кількість осіб | Відсоток |
| --------- | -------------- | -------- |
| румунська | 1297           | 99,9%    |
| німецька  | 1              | 0,1%     |

Склад населення комуни за віросповіданням:
| Релігія      | Кількість осіб | Відсоток |
| ------------ | -------------- | -------- |
| православні  | 1278           | 98,5%    |
| баптисти     | 18             | 1,4%     |
| не релігійні | 1              | 0,1%     |

## Зовнішні посилання
- Дані про комуну Томешть на сайті Ghidul Primăriilor